# Pascal Pichonnaz
Pascal Pichonnaz (* 3. August 1967) ist ein Schweizer Rechtswissenschaftler.

## Leben
Er erwarb 1991 das Lizenziat in Jura an der Universität Freiburg im Üechtland, 1997 den Master of Laws an der University of California, Berkeley, 1998 die Promotion zum Dr. iur. bei Pierre Tercier und Peter Gauch und 2001 die Habilitation an der Universität Freiburg i. Üe. (venia legendi: Privatrecht, Römisches Recht und Rechtsvergleichung). Seit 2000 ist er Professor an der dortigen Universität, Lehrstuhl für Privatrecht und Römisches Recht. Pascal Pichonnaz ist seit 2014 Mitglied der Kommission Bildung der Schweizerischen Studienstiftung.

## Schriften (Auswahl)
- Impossibilité et exorbitance. Étude analytique des obstacles à l’exécution des obligations en droit suisse (art. 119 CO et 79 CVIM). Fribourg 1997, ISBN 2-8271-0797-X.
- mit Jean-Philippe Dunand: Lexique de droit romain. Zürich 2006, ISBN 3-7255-5184-7.
- mit Louise Gullifer: Set-off in arbitration and commercial transactions. Oxford 2014, ISBN 0-19-969808-2.
- Les fondements romains du droit privé. Zürich 2020, ISBN 978-3-7255-8771-1.